# Langxi
För andra betydelser, se Langxi (olika betydelser).
Langxi, tidigare romaniserat Langki, är ett härad i Xuanchengs stad på prefekturnivå i provinsen Anhui i östra Kina.

## Administrativ indelning
Langxi är indelat i nio köpingar, tre socknar och en administrativ enhet på sockennivå.
Köpingar (zhen):

- Biqiao (毕桥镇)
- Dongxia (东夏镇)
- Feili (飞鲤镇)
- Jianping (建平镇)
- Meizhu (梅渚镇)
- Nanfeng (南丰镇)
- Shizi (十字镇)
- Taocheng (涛城镇)
- Xinfa (新发镇)

Socknar (xiang):

- Lingda (凌笪乡)
- Xingfu (幸福乡)
- Yaocun (姚村乡)

Område på sockennivå:
- Langxi Jingji Kaifaqu ekonomisk utvecklingszon(郎溪经济开发区)